# Roger Federers karriärstatistik
Roger Federers karriärstatistik är en lista över den professionella schweiziska tennisspelaren Roger Federers prestationer i karriären.

## Grand Slam-finaler

### Finaler: 28 (18 vinster – 10 förluster)
Uppdaterad april 2017
| Resultat | År   | Mästerskap            | Underlag  | Finalmotståndare      | Setsiffror                          |
| -------- | ---- | --------------------- | --------- | --------------------- | ----------------------------------- |
| Vinst    | 2003 | Wimbledon             | Gräs      | Mark Philippoussis    | 7–6(7–5), 6–2, 7–6(7–3)             |
| Vinst    | 2004 | Australiska öppna     | Hardcourt | Marat Safin           | 7–6(7–3), 6–4, 6–2                  |
| Vinst    | 2004 | Wimbledon (2)         | Gräs      | Andy Roddick          | 4–6, 7–5, 7–6(7–3), 6–4             |
| Vinst    | 2004 | US Open               | Hardcourt | Lleyton Hewitt        | 6–0, 7–6(7–3), 6–0                  |
| Vinst    | 2005 | Wimbledon (3)         | Gräs      | Andy Roddick          | 6–2, 7–6(7–2), 6–4                  |
| Vinst    | 2005 | US Open (2)           | Hardcourt | Andre Agassi          | 6–3, 2–6, 7–6(7–1), 6–1             |
| Vinst    | 2006 | Australiska öppna (2) | Hardcourt | Marcos Baghdatis      | 5–7, 7–5, 6–0, 6–2                  |
| Förlust  | 2006 | Franska öppna         | Grus      | Rafael Nadal          | 6–1, 1–6, 4–6, 6–7(4–7)             |
| Vinst    | 2006 | Wimbledon (4)         | Gräs      | Rafael Nadal          | 6–0, 7–6(7–5), 6–7(2–7), 6–3        |
| Vinst    | 2006 | US Open (3)           | Hardcourt | Andy Roddick          | 6–2, 4–6, 7–5, 6–1                  |
| Vinst    | 2007 | Australiska öppna (3) | Hardcourt | Fernando González     | 7–6(7–2), 6–4, 6–4                  |
| Förlust  | 2007 | Franska öppna (2)     | Grus      | Rafael Nadal          | 3–6, 6–4, 3–6, 4–6                  |
| Vinst    | 2007 | Wimbledon (5)         | Gräs      | Rafael Nadal          | 7–6(9–7), 4–6, 7–6(7–3), 2–6, 6–2   |
| Vinst    | 2007 | US Open (4)           | Hardcourt | Novak Djokovic        | 7–6(7–4), 7–6(7–2), 6–4             |
| Förlust  | 2008 | Franska öppna (3)     | Grus      | Rafael Nadal          | 1–6, 3–6, 0–6                       |
| Förlust  | 2008 | Wimbledon             | Gräs      | Rafael Nadal          | 4–6, 4–6, 7–6(7–5), 7–6(10–8), 7–9  |
| Vinst    | 2008 | US Open (5)           | Hardcourt | Andy Murray           | 6–2, 7–5, 6–2                       |
| Förlust  | 2009 | Australiska öppna     | Hardcourt | Rafael Nadal          | 5–7, 6–3, 6–7(3–7), 6–3, 2–6        |
| Vinst    | 2009 | Franska öppna         | Grus      | Robin Söderling       | 6–1, 7–6(7–1), 6–4                  |
| Vinst    | 2009 | Wimbledon (6)         | Gräs      | Andy Roddick          | 5–7, 7–6(8–6), 7–6(7–5), 3–6, 16–14 |
| Förlust  | 2009 | US Open               | Hardcourt | Juan Martín del Potro | 6–3, 6–7(5–7), 6–4, 6–7(4–7), 2–6   |
| Vinst    | 2010 | Australiska öppna (4) | Hardcourt | Andy Murray           | 6–3, 6–4, 7–6(13–11)                |
| Förlust  | 2011 | Franska öppna (4)     | Grus      | Rafael Nadal          | 5–7, 6–7(3–7), 7–5, 1–6             |
| Vinst    | 2012 | Wimbledon (7)         | Gräs      | Andy Murray           | 4–6, 7–5, 6–3, 6–4                  |
| Förlust  | 2014 | Wimbledon (2)         | Gräs      | Novak Djokovic        | 7–6(9–7), 4–6, 6–7(4–7), 7–5, 4–6   |
| Förlust  | 2015 | Wimbledon (3)         | Gräs      | Novak Djokovic        | 6–7(1–7), 7–6(12–10), 4–6, 3–6      |
| Förlust  | 2015 | US Open (2)           | Hardcourt | Novak Djokovic        | 4–6, 7–5, 4–6, 4–6                  |
| Vinst    | 2017 | Australiska öppna (5) | Hardcourt | Rafael Nadal          | 6–4, 3–6, 6–1, 3–6, 6–3             |

## Övriga singeltitlar (73)
Uppdaterad 18 april 2017
| Titlar efter tävlingskategori                |
| Tennis Masters Cup/ATP World Tour Finals (6) |
| ATP Masters Series/ATP Masters 1000 (26)     |
| ATP-touren (41)                              |

| Nr  | Datum            | Turnering                            | Underlag      | Finalmotståndare      | Resultat                          |
| 1.  | 4 februari 2001  | Milan Indoor                         | Matta (i)     | Julien Boutter        | 6–4, 6–7(7–9), 6–4                |
| 2.  | 13 januari 2002  | Medibank International               | Hardcourt     | Juan Ignacio Chela    | 6–3, 6–3                          |
| 3.  | 19 maj 2002      | Hamburg Masters                      | Grus          | Marat Safin           | 6–1, 6–3, 6–4                     |
| 4.  | 13 oktober 2002  | BA-CA Tennis Trophy                  | Hardcourt (i) | Jiří Novák            | 6–4, 6–1, 3–6, 6–4                |
| 5.  | 16 februari 2003 | Marseille Open                       | Hardcourt (i) | Jonas Björkman        | 6–2, 7–6(8–6)                     |
| 6.  | 2 mars 2003      | Dubai Tennis Championships           | Hardcourt     | Jiří Novák            | 6–1, 7–6(7–2)                     |
| 7.  | 4 maj 2003       | BMW Open                             | Grus          | Jarkko Nieminen       | 6–1, 6–4                          |
| 8.  | 15 juni 2003     | Gerry Weber Open                     | Gräs          | Nicolas Kiefer        | 6–1, 6–3                          |
| 9.  | 12 oktober 2003  | BA-CA Tennis Trophy (2)              | Hardcourt (i) | Carlos Moyà           | 6–3, 6–3, 6–3                     |
| 10. | 16 november 2003 | Tennis Masters Cup                   | Hardcourt     | Andre Agassi          | 6–3, 6–0, 6–4                     |
| 11. | 7 mars 2004      | Dubai Tennis Championships (2)       | Hardcourt     | Feliciano López       | 4–6, 6–1, 6–2                     |
| 12. | 21 mars 2004     | Indian Wells Masters                 | Hardcourt     | Tim Henman            | 6–3, 6–3                          |
| 13. | 16 maj 2004      | Hamburg Masters (2)                  | Grus          | Guillermo Coria       | 4–6, 6–4, 6–2, 6–3                |
| 14. | 13 juni 2004     | Gerry Weber Open (2)                 | Gräs          | Mardy Fish            | 6–0, 6–3                          |
| 15. | 11 juli 2004     | Crédit Agricole Suisse Open Gstaad   | Grus          | Igor Andrejev         | 6–2, 6–3, 5–7, 6–3                |
| 16. | 1 augusti 2004   | Canada Masters                       | Hardcourt     | Andy Roddick          | 7–5, 6–3                          |
| 17. | 3 oktober 2004   | Thailand Open                        | Hardcourt (i) | Andy Roddick          | 6–4, 6–0                          |
| 18. | 21 november 2004 | Tennis Masters Cup (2)               | Hardcourt     | Lleyton Hewitt        | 6–3, 6–2                          |
| 19. | 9 januari 2005   | Qatar Open                           | Hardcourt     | Ivan Ljubičić         | 6–3, 6–1                          |
| 20. | 20 februari 2005 | ABN Amro World Tennis Tournament     | Hardcourt (i) | Ivan Ljubičić         | 5–7, 7–5, 7–6(7–5)                |
| 21. | 27 februari 2005 | Dubai Tennis Championships (3)       | Hardcourt     | Ivan Ljubičić         | 6–1, 6–7(6–8), 6–3                |
| 22. | 20 mars 2005     | Indian Wells Masters (2)             | Hardcourt     | Lleyton Hewitt        | 6–2, 6–4, 6–4                     |
| 23. | 3 april 2005     | Miami Masters                        | Hardcourt     | Rafael Nadal          | 2–6, 6–7(4–7), 7–6(7–5), 6–3, 6–1 |
| 24. | 15 maj 2005      | Hamburg Masters (3)                  | Grus          | Richard Gasquet       | 6–3, 7–5, 7–6(7–4)                |
| 25. | 13 juni 2005     | Gerry Weber Open (3)                 | Gräs          | Marat Safin           | 6–4, 6–7(6–8), 6–4                |
| 26. | 21 augusti 2005  | Cincinnati Masters                   | Hardcourt     | Andy Roddick          | 6–3, 7–5                          |
| 27. | 2 oktober 2005   | Thailand Open (2)                    | Hardcourt (i) | Andy Murray           | 6–3, 7–5                          |
| 28. | 8 januari 2006   | Qatar Open (2)                       | Hardcourt     | Gaël Monfils          | 6–3, 7–6(7–5)                     |
| 29. | 19 mars 2006     | Indian Wells Masters (3)             | Hardcourt     | James Blake           | 7–5, 6–3, 6–0                     |
| 30. | 2 april 2006     | Miami Masters (2)                    | Hardcourt     | Ivan Ljubičić         | 7–6(7–5), 7–6(7–4), 7–6(8–6)      |
| 31. | 18 juni 2006     | Gerry Weber Open (4)                 | Gräs          | Tomáš Berdych         | 6–0, 6–7(4–7), 6–2                |
| 32. | 13 augusti 2006  | Canada Masters (2)                   | Hardcourt     | Richard Gasquet       | 2–6, 6–3, 6–2                     |
| 33. | 8 oktober 2006   | AIG Japan Open Tennis Championships  | Hardcourt     | Tim Henman            | 6–3, 6–3                          |
| 34. | 22 oktober 2006  | Madrid Masters                       | Hardcourt (i) | Fernando González     | 7–5, 6–1, 6–0                     |
| 35. | 29 oktober 2006  | Swiss Indoors                        | Matta (i)     | Fernando González     | 6–3, 6–2, 7–6(7–3)                |
| 36. | 19 november 2006 | Tennis Masters Cup (3)               | Hardcourt (i) | James Blake           | 6–0, 6–3, 6–4                     |
| 37. | 3 mars 2007      | Dubai Tennis Championships (4)       | Hard          | Mikhail Youzhny       | 6–4, 6–3                          |
| 38. | 20 maj 2007      | Hamburg Masters (4)                  | Grus          | Rafael Nadal          | 2–6, 6–2, 6–0                     |
| 39. | 19 augusti 2007  | Cincinnati Masters (2)               | Hardcourt     | James Blake           | 6–1, 6–4                          |
| 40. | 28 oktober 2007  | Swiss Indoors (2)                    | Hardcourt (i) | Jarkko Nieminen       | 6–3, 6–4                          |
| 41. | 18 november 2007 | Tennis Masters Cup (4)               | Hardcourt (i) | David Ferrer          | 6–2, 6–3, 6–2                     |
| 42. | 20 april 2008    | Estoril Open                         | Grus          | Nikolaj Davydenko     | 7–6(7–5), 1–2 uppgivet            |
| 43. | 15 juni 2008     | Gerry Weber Open (5)                 | Gräs          | Philipp Kohlschreiber | 6–3, 6–4                          |
| 44. | 26 oktober 2008  | Swiss Indoors (3)                    | Hardcourt (i) | David Nalbandian      | 6–3, 6–4                          |
| 45. | 17 maj 2009      | Madrid Masters (2)                   | Grus          | Rafael Nadal          | 6–4, 6–4                          |
| 46. | 23 augusti 2009  | Cincinnati Masters (3)               | Hardcourt     | Novak Djokovic        | 6–1, 7–5                          |
| 47. | 23 augusti 2010  | Cincinnati Masters (4)               | Hardcourt     | Mardy Fish            | 6–7(5–7), 7–6(7–1), 6–4           |
| 48. | 24 oktober 2010  | Stockholm Open                       | Hardcourt (i) | Florian Mayer         | 6–4, 6–3                          |
| 49. | 7 november 2010  | Swiss Indoors (4)                    | Hardcourt (i) | Novak Djokovic        | 6–4, 3–6, 6–1                     |
| 50. | 28 november 2010 | ATP World Tour Finals (5)            | Hardcourt (i) | Rafael Nadal          | 6–3, 3–6, 6–1                     |
| 51. | 8 januari 2011   | Qatar Open (3)                       | Hardcourt     | Nikolaj Davydenko     | 6–3, 6–4                          |
| 52. | 6 november 2011  | Swiss Indoors (5)                    | Hardcourt (i) | Kei Nishikori         | 6–1, 6–3                          |
| 53. | 13 november 2011 | BNP Paribas Masters                  | Hardcourt (i) | Jo-Wilfried Tsonga    | 6–1, 7–6(7–3)                     |
| 54. | 27 november 2011 | ATP World Tour Finals (6)            | Hardcourt (i) | Jo-Wilfried Tsonga    | 6–3, 6–7(6–8), 6–3                |
| 55. | 19 februari 2012 | ABN Amro World Tennis Tournament (2) | Hardcourt (i) | Juan Martin Del Potro | 6–1, 6–4                          |
| 56. | 3 mars 2012      | Dubai Tennis Championships (5)       | Hardcourt     | Andy Murray           | 7–5, 6–4                          |
| 57. | 18 mars 2012     | Indian Wells Masters (4)             | Hardcourt     | John Isner            | 7–6(7–5), 6–3                     |
| 58. | 13 maj 2012      | Madrid Masters (3)                   | Grus          | Tomáš Berdych         | 3–6, 7–5, 7–5                     |
| 59. | 19 augusti 2012  | Cincinnati Masters (5)               | Hardcourt     | Novak Djokovic        | 6–0, 7–6(9–7)                     |
| 60. | 16 juni 2013     | Gerry Weber Open (6)                 | Gräs          | Mikhail Youzhny       | 6–7(5–7), 6–3, 6–4                |
| 61. | 1 mars 2014      | Dubai Tennis Championships (6)       | Hardcourt     | Tomáš Berdych         | 3–6, 6–4, 6–3                     |
| 62. | 15 juni 2014     | Gerry Weber Open (7)                 | Gräs          | Alejandro Falla       | 7–6(7–2), 7–6(7–3)                |
| 63. | 17 augusti 2014  | Cincinnati Masters (6)               | Hardcourt     | David Ferrer          | 6–3, 1–6, 6–2                     |
| 64. | 12 oktober 2014  | Shanghai Masters                     | Hardcourt     | Gilles Simon          | 7–6(8–6), 7–6(7–2)                |
| 65. | 26 oktober 2014  | Swiss Indoors (6)                    | Hardcourt (i) | David Goffin          | 6–2, 6–2                          |
| 66. | 11 januari 2015  | Brisbane International               | Hardcourt     | Milos Raonic          | 6–4, 6–7(2–7), 6–4                |
| 67. | 28 februari 2015 | Dubai Tennis Championships (7)       | Hardcourt     | Novak Djokovic        | 6–3, 7–5                          |
| 68. | 3 maj 2015       | Istanbul Open                        | Grus          | Pablo Cuevas          | 6–3, 7–6(13–11)                   |
| 69. | 21 juni 2015     | Gerry Weber Open (8)                 | Gräs          | Andreas Seppi         | 7–6(7–1), 6–4                     |
| 70. | 23 augusti 2015  | Cincinnati Masters (7)               | Hardcourt     | Novak Djokovic        | 7–6(7–1), 6–3                     |
| 71. | 1 november 2015  | Swiss Indoors (7)                    | Hardcourt (i) | Rafael Nadal          | 6–3, 5–7, 6–3                     |
| 72. | 19 mars 2017     | Indian Wells Masters (5)             | Hardcourt     | Stanislas Wawrinka    | 6–4, 7–5                          |
| 73. | 2 april 2017     | Miami Masters (3)                    | Hardcourt     | Rafael Nadal          | 6–3, 6–4                          |

### Dubbeltitlar (8)
| Nr | Datum            | Turnering                            | Underlag      | Partner            | Finalmotståndare               | Resultat                |
| 1. | 25 februari 2001 | ABN Amro World Tennis Tournament     | Hardcourt (i) | Jonas Björkman     | Petr Pála Pavel Vízner         | 6–3, 6–0                |
| 2. | 15 juli 2001     | Swiss Open                           | Grus          | Marat Safin        | Michael Hill Jeff Tarango      | 0–1 uppgivet            |
| 3. | 24 februari 2002 | ABN Amro World Tennis Tournament (2) | Hardcourt (i) | Max Mirnyi         | Mark Knowles Daniel Nestor     | 4–6, 6–3, [10–4]        |
| 4. | 6 oktober 2002   | Kremlin Cup                          | Matta (i)     | Max Mirnyi         | Joshua Eagle Sandon Stolle     | 6–4, 7–6(7–0)           |
| 5. | 30 mars 2003     | Miami Masters                        | Hardcourt     | Max Mirnyi         | Leander Paes David Rikl        | 7–5, 6–3                |
| 6. | 12 oktober 2003  | BA-CA Tennis Trophy                  | Hardcourt (i) | Yves Allegro       | Mahesh Bhupathi Max Mirnyi     | 7–6(9–7), 7–5           |
| 7. | 12 juni 2005     | Gerry Weber Open                     | Gräs          | Yves Allegro       | Joachim Johansson Marat Safin  | 7–5, 6–7(6–8), 6–3      |
| 8. | 16 augusti 2008  | OS 2008                              | Hardcourt     | Stanislas Wawrinka | Simon Aspelin Thomas Johansson | 6–3, 6–4, 6–7(4–7), 6–3 |

(i) = inomhus

## Titlar efter underlag (inkl. Grand Slam)
Uppdaterad 18 april 2017
| Titlar efter underlag (inkl. Grand Slam) |
| Hard court (63)                          |
| Gräs (15)                                |
| Grus (11)                                |
| Matta (2)                                |